# Sven Kubis
Sven Kubis (* 29. Mai 1975 in Altdöbern) ist ein deutscher Fußballspieler.

## Karriere
Der gelernte Stürmer Kubis begann seine Fußballlaufbahn bei Lokomotive Cottbus und bekam dort seinen Spitznamen 'Der Pinguin'. Nach drei Jahren in der Regionalliga Nordost und dem Aufstieg in die 2. Fußball-Bundesliga mit Energie Cottbus wechselte er 1997 zum FC Erzgebirge Aue. Dort konnte er sich jedoch nicht durchsetzen und so kam Kubis für ein Jahr zurück zur zweiten Mannschaft von Energie. Nachdem er sich zwischenzeitlich auch wieder an die Profimannschaft herangearbeitet hatte, kam er am 18. Dezember 1998 gegen Tennis Borussia Berlin zu einem Einsatz in der 2. Bundesliga. In der gleichen Saison wurde der Stürmer zudem in der Oberligamannschaft mit 22 Toren Torschützenkönig. Nach je einem halben Jahr bei Altmark Stendal und VfL Halle 1896 kam Kubis 2000 noch ein drittes Mal zurück zu Energie Cottbus.
2002 entschloss er sich zu einem Wechsel in die Regionalliga Nord zum Dresdner SC. Dort gelangen ihm in 28. Spielen sechs Tore. Anschließend spielte er zwei Jahre für den FC Oberlausitz Neugersdorf. Im Juli 2005 kam Kubis schließlich zum 1. FC Magdeburg und war maßgeblich am Aufstieg in die Regionalliga beteiligt. Für die Saison 2007/08 erhielt er keinen neuen Vertrag beim 1. FC Magdeburg und wechselte zum VFC Plauen. Nach nur einem Jahr beim VFC Plauen ging er zur Saison 2008/09 in die Landesliga Sachsen zum SV Einheit Kamenz und schaffte mit diesem den Klassenerhalt. 2009 folgte dann der Wechsel zur SG Blau-Gelb Laubsdorf, mit der er drei Jahre in der Brandenburg-Liga spielte. In der Spielzeit 2010/11 wurde Kubis mit 32 Treffern Torschützenkönig der Brandenburg-Liga. 2012 schaffte man als Meister den Aufstieg in die Oberliga, stieg nach einem Jahr aber umgehend wieder ab. Nach dem Rückzug des Hauptsponsors im Jahr 2014 wechselte er zum SV Wacker 09 Cottbus-Ströbitz, der in der Landesliga Brandenburg spielt.

## Statistik
- 2. Bundesliga
1 Spiel für Energie Cottbus

- Regionalliga Nord
28 Spiele/6 Tore für den Dresdner SC
27 Spiele/9 Tore für den 1. FC Magdeburg

- DFB-Pokal
2 Spiele/1 Tor für den FC Energie Cottbus
2 Spiele für den FC Energie Cottbus II
1 Spiel/1 Tor für den 1. FC Magdeburg